# Heitor de Sousa
Heitor Nuno Patrício de Sousa e Castro (5 de abril de 1953) é um político português. Foi deputado à Assembleia da República entre 23 de outubro de 2015 e 25 de outubro de 2019, pelo círculo de Leiria.

## Biografia
É licenciado em Economia pelo Instituto Superior de Economia e Gestão (ISEG) da Universidade Técnica de Lisboa e mestre em Transportes.
Foi deputado da Assembleia da República durante a XI Legislatura, eleito pelo círculo eleitoral de Leiria, voltando a ser eleito pelo mesmo círculo para a XIII Legislatura (2015-2019) pelo partido político Bloco de Esquerda.
Integrou a Comissão de Assuntos Económicos, Inovação e Energia, a Comissão de Obras Públicas, Transportes e Comunicações e a Comissão de Trabalho, Segurança Social e Administração Pública, bem como a Subcomissão de Segurança Rodoviária e ainda 4 Grupos de Trabalho.

## Resultados eleitorais

### Eleições legislativas
| Data | Partido     | Partido | Circulo eleitoral | Posição     | Cl.    | Votos         | %             | +/-        | Status     | Notas | Ref   |
| ---- | ----------- | ------- | ----------------- | ----------- | ------ | ------------- | ------------- | ---------- | ---------- | ----- | ----- |
| 2005 |             | BE      | Leiria            | 1.º (em 10) | 4.º    | 13 788        | 5,54 / 100,00 |            | Não eleito |       | [ 2 ] |
| 2009 | 1.º (em 10) | BE      | Leiria            | 4.º         | 23 519 | 9,50 / 100,00 | 3,96          | Eleito     |            | [ 3 ] |       |
| 2011 | 1.º (em 10) | BE      | Leiria            | 4.º         | 13 351 | 5,37 / 100,00 | 4,13          | Não eleito |            | [ 4 ] |       |
| 2015 | 1.º (em 10) | BE      | Leiria            | 3.º         | 23 034 | 9,66 / 100,00 | 4,29          | Eleito     |            | [ 5 ] |       |

### Eleições autárquicas

#### Câmara Municipal
| Data | Partido | Partido | Concelho | Posição     | Cl. | Votos  | %             | +/- | Status     | Notas | Ref   |
| ---- | ------- | ------- | -------- | ----------- | --- | ------ | ------------- | --- | ---------- | ----- | ----- |
| 2007 |         | BE      | Lisboa   | 6.º (em 17) | 6.º | 13 133 | 6,82 / 100,00 |     | Não eleito |       | [ 6 ] |

#### Assembleia Municipal
| Data | Partido | Partido | Concelho    | Posição     | Cl.   | Votos         | %             | +/-    | Status | Notas | Ref   |
| ---- | ------- | ------- | ----------- | ----------- | ----- | ------------- | ------------- | ------ | ------ | ----- | ----- |
| 2001 |         | BE      | Lisboa      | 2.º (em 54) | 4.º   | 15 099        | 4,83 / 100,00 |        | Eleito |       | [ 7 ] |
| 2013 | Leiria  | BE      | 1.º (em 33) | 5.º         | 2 671 | 4,72 / 100,00 |               | Eleito |        | [ 8 ] |       |

### Eleições europeias
| Data | Partido | Partido | Posição      | Cl. | Votos   | %             | +/- | Status     | Notas | Ref   |
| ---- | ------- | ------- | ------------ | --- | ------- | ------------- | --- | ---------- | ----- | ----- |
| 2004 |         | BE      | 15.º (em 24) | 4.º | 167 039 | 4,92 / 100,00 |     | Não eleito |       | [ 9 ] |